# Dear (만화)
《dear》(디어)는 후지와라 코코아의 만화 또는 그것을 원작으로 한 CD드라마를 가리킨다.

## 개요
〈월간 강강 WING〉 (스퀘어 에닉스) 2002년 8월호에서 2008년 1월호까지 연재되었다. 〈나의 늑대씨.〉시리즈의 속작으로 해당되며 단행본은 강강윙코믹스에서 전12권이 발매되었다. 월간 강강 WING에서 드물게 소녀만화풍미가 보이는 작품이다.
dear
주인공〈치루하〉는 라이칸스로프라하는 인간도 마물도 아닌 존재. 어느날 치루하가 마을에 내려와 옛 친구인〈키사라〉와 만나게 된다.
나의 늑대씨.
가난하고 레벨 0인 용사(스모모)는 용사를 사랑하는〈라이칸스로프의 오른손〉을 가진 마왕(스바루)와 여행을 하는 이야기.
나의 늑대씨.THE OTHER SIDE OF LYCANTHROPE
〈나의 늑대씨.〉의 속편. 상기 작품의 캐릭터도 등장한다. 라이칸스로프의 저주를 받은 얼빠진 장군(프리노 하웰)이 성실하고 다혈질적인 부하(쿠레나이)와 불성실하고 마이페이스인 부하(카롤)과 함께 저주를 풀러 가는 이야기.

## 등장인물
치루하 (散葉)
C.V.：마츠오카 유키
라이칸스로프의 생존자인 소녀.
키 155cm. B형 혈액형. 생년월일 미상.
통칭 치루하(チルハ), 치루하씨(チルハさん) 혹은 치루하군(チルハ君). 별명은 치루치루. 일인칭은 와타시(私). 자기 자신은 느긋하다고 생각해서 O형 혈액형이라고 생각하지만, 사실은 마이페이스인 B형이다.
신사에서는 TV이외로 정보를 얻는 수단이 없었기 때문에 지식이 별로 없고 천연. 바꿔 말하면 번뇌에서 벗어난 깨끗한 마음의 소유자로 작은 일로 기뻐하거나 표정이 풍부하다. 취미는 TV 관람과 인간 관찰. 큐슈북부의 방언을 알기 쉽게 말한다. 라이칸스로프이기 때문에 어떤 특수 능력이 있다고 생각되지만, 본인도 잘 모른다고한다. 송곳니가 나있으며 외형은 보통 인간이지만 몹시 놀라거나 동족의 힘을 감지하면 눈과 귀가 라이칸스로프의 것으로 바뀐다. 다른 사람과 친구가 된다고 닉네임을 붙이는 버릇이 있다. (대부분이 ○○짱) 일기를 쓰는 것이 일과이지만 별로 글자를 모르기 때문에 내용은 암호로 보인다.
키사라와 만나기 이전 과거에 대해서는 불명하지만, 어릴 적은 살아 있는 신으로서 어떤 신사에서 반감금 상태로 살고 있었다. 당시의 불사의 힘을 가지고 있었기 때문에, 어른의 스트레스 발산 대상으로 해 번번이 폭행을 당한다. 키사라와 만나서 두 명이서 신사를 빠져 나가 살려고 하지만, 키사라의 양부모가 보낸 추격자에 잡혀서 떨어지게 된다. 이때에 추격자에 의해 큰 부상을 한 키사라에게 치루하의 불사의 힘을 전이했다. 고로 지금의 치루하에게는 불사의 힘이 없고, 다쳐도 빨리 낫지 않는다.
7년 후 토벌대의 부장이 된 키사라외 재회. 토벌대의 잡무계로 입대한다. 키사라를 좋아하고 키사라의 행복을 불사가 아니게 되는 일이라고 생각해서, 자신이 더 이상 불행함을 없애주기 위해서 키사라의 불사를 고치는 방법을 찾는다.
이야기 종반으로 같은 라이칸스로프인 시그마와 만나서, 불사의 저주를 풀려면 방법자(즉 치루하)가 죽을 수밖에 없는 것을 알게 된다.
키사라 스메라기 (妃杈・スメラギ)
C.V.：오가타 메구미
마물토벌대의 부장을 맡는 소년.
17세. 키 173cm. A형 혈액형. 9월 29일생.
통칭 키사라(妃杈), 키사라기상(妃杈さん). 치루하만 키이(きーちゃん,키이짱)라고 부른다. 일인칭은 와타시(私).
인간이지만 어릴 적, 큰 부상을 당했을 때 치루하가 전이한 불사의 힘을 가지고 있다. 그 때문에, 아무리 심한 상처를 입어도 금세 나아진다. 다만 아픔은 수반하는 듯 하다. 대부호의 후계자의 양자였으나, 불사의 힘을 가져버려서 버려진다. 학대받고 있던 치루하를 도운다.
무기를 쓰는 사람으로, 옷의 뒤에는 여러 가지 무기를 소지하고 있다. 여성이라고 혼동할 정도의 얼굴형 때문에 케인이 여장을 시키기도 한다. 팔 씨름에서는 누구에게도 지지 않는다. 세세한 것에는 서툰 것같지만 귀찮거나 아무래도 좋다고 생각하지만 치루하의 앞에서는 제대로된 실력을 보여준다. 치루하를 만나기 전에는 인스턴트 식품이나 간이식만 먹고 있었다. 맛치.
기억을 잃었을 때에는 치루하를 "자신에게 불사의 저주를 건 장본인"으로 원망해, 죽이려 하고 있었다. 하지만 기억을 되찾은 것으로 다시 친구가 된다. 최근에는 치루하 외에는 흥미를 가지지 않는다. 한번 죽이려고 한 자신에게는 그녀를 좋아할 자격이 없다고 갈등하지만, 치루하에 대한 생각은 점차 강해진다.
케인 크레바트 (ケイン・クレバート)
C.V.：오키아유 료타로
토벌대의 대장으로 엄청난 부자인 남성.
29세. 키 183cm. O형 혈액형. 3월 10일생.
부대의 사람들에게는 대장으로 불린다. 일인칭은 와타시(私).
아름다운 것을 아주 좋아하고 보기 흉한 것은 매우 싫어한다.(직시 할 수 없다.) 접시등의 식기류를 시작으로 미술품을 모으는 것을 좋아하고 뜰에는 장미원도 있으며 소중히 기르고 있다. 대장이지만 별로 강하지 않고, 마물토벌 시에는 작전 지휘를 한다. 하지만, 지구전이 되지 않으면 팔시름에서는 카롤을 이길 정도의 완력이 있다. (자신은 레이디를 지킬 수 있을 정도로는 단련하고 있다라고한다.) 프리노를 좋아하며 외아들이다.
토벌 대상으로 보내져온 불사의 키사라를 대원의 사망률을 줄이기 위해서 들였지만, 하지만 키사라가 중상을 입었음에도 불구하며 불사이니까하는 이유로 돌봐주지 않아 울고 있는 키사라를 보고 그가 인간인 것을 깨달아, 그 이후로는 그를 몹시 사랑한다. "자식으로서는 나이가 많고, 남동생이라기에는 나이가 너무 차이난다"라하며 가족사랑에 가까우며 한번은 키사라를 양자로 들이려하는 생각도 하고 있었다. 키사라의 행복을 제일로 바라고 있다.
코모모 사쿠라이 (小桃・サクライ)
C.V.：오리카사 후미코
가난한 레벨 0의 용사인 소녀.
18세. 키 156cm. O형 혈액형. 4월 30일생.
통칭 코모모(小桃), 코코코씨(小桃さん) 혹은 코모모군(小桃くん). 치루하만 코모짱(コモちゃん)이라고 부른다. 일인칭은 와타시(私).
인간이지만 마력을 소유하고 있어서 머리카락과 피부가 희다. 머리도 운동 신경도 나쁘지 않지만, 시험을 볼 돈이 없기 때문에 레벨 0인 채. 그러나 팔씨름에서는 매우 약하다. 꿈은 자신의 집을 짓는 것. 절약가로 음식이나 아직 사용할 수 있는 것을 나쁘게 취급하는 사람에게는 분노를 한다. 또 가격이 너무 비싼 것의 진짜 가치는 모르는 것 같다. 뭐든지 잘 먹어서 재료는 싸게 끝내려고 하지만 요리는 능숙하다. 사용하는 무기는 가는 검이며 별로 여자 아이답지 않은 말투를 쓴다.
용사의 일(다만 레벨 0이기 때문에 별로 의뢰는 오지 않는다.)과 수많은 아르바이트로 생계를 꾸려나가고 있다. 치루하가 낸 빛의 기둥에 스바루의 오른손이 공명을 일으킨 것을 계기로 라이칸스로프의 존재를 알아내, 거절반응을 고치는 실마리로 토벌대로 오게 된다.그곳에서 마물이 덮친 건물에서 떨어지는 치루하를 도왔을 때에 왼발에 전치 2개월의 골절을 입게 되어서 고치기 위해 용사일을 할 수 없게 되었기에 케인의 저택에서 신세를 지며 토벌대의 심부름을 하게 된다.
어릴 적에는 마력을 소유해서 업신 여겨져 유일하게 이해해주는 어머니를 잃어 천애고아가 되었다. 누구도 바라봐주지 않을 때에 스바루와 만나게 된다. 그리고 맹렬하게 어택을 반복해 오는 스바루에게 처음은 수줍어하며 도망쳤지만, 지금은 둘도 없는 존재가 되었다. 스바루가 걱정되는 것은 스바루를 생각하는 자신을 위해서라고, 스바루의 라이칸스로프의 오른 손의 거절을 고치는 방법을 찾고 있다.
스바루 하네스트 (昴・ハーネスト)
C.V.：미즈시마 타카히로
전 마왕폐하로, 인간형 마물인 청년.
21세. 키 176cm. AB형 혈액형. 6월 12일생.
통칭 스바루(昴), 스바루씨(昴さん), 스바루군(昴君),폐하. 치하루만 스우(すーちゃん,스우짱)라고 부른다. 일인칭은 오레(俺).
마왕인 증거인 라이칸스로프의 오른손을 가지고 있다. (평상시에는 결계 옷감으로 봉합된 장갑을 끼고 있다.)레벨은 2000. 꿈은 코모모가 지은 집에서 함께 사는 것. 취미는 독서와 코모모 전반. 형이 한 명있었다.
오른쪽 귀에 2개, 왼쪽 귀에 3개의 피어스를 하고있다. 코모모를 좋아하고, 그녀와 함께 있고 싶다는 이유만으로 마왕의 지위를 버린다. 코모모와 가까워지는 남자는 용서하지 않는다.
라이칸스로프의 오른손은 인간과 함께 있는 것만으로도 라이칸스로프가 거부 반응을 일으켜 버리기 때문에 종종 발작이 일어난다.코모모가 다치는 것을 괴롭게 생각하고, 자신의 손은 이순위 밖이다. 코모모가 골절이 됐을 때에는 죽었을지도 모른다고 생각할 정도로 걱정했다. 코모모에게 질문을 받아도 라이칸스로프나 오른손에 대해서는 별로 이야기 하지 않는다.
프리노 하웰 (プリノ・ハーウェル)
C.V.：쿠와타니 나츠코
인간형의 마물로, 마왕군 (국가 공무원) 장군인 소녀.
18세. 키 160cm. A형 혈액형. 5월 5일생.
통칭 프리노(プリノ), 프리노씨(プリノさん), 장군님(将軍). 치하루만 프리(プリちゃん, 프리짱)라고 부른다. 일인칭은 와타시(私).
재색 겸비로 머리가 매우 좋은 것으로 장군으로 근무하고 있지만 〈king of 덜렁이〉라고 평가될 정도로 덜렁이. 미인이여서 마왕군에서도 토벌대에서도 남성 직원으로부터 절대적인 인기를 얻고 있다.
부잣집 따님으로 바이올린을 켤줄 알고 모든 이동수단의 면허증을 가지고 있어서 자가용 헬기를 운전 할 수 있다. (망가트리는 일도 있지만, 고칠 수 있다.)
전투에는 별로 참가하지 않지만 호신용으로 권총을 소지하고 있다. 오빠로 트리스 하웰이 있으며 학교를 다닌 적은 없다. 경어로 이야기를 한다. 치루하나 코모모보다 조금 살쪄 있는 것이 고민.(본인이 너무 신경 쓰기만 할 뿐, 별로 살찌지는 않았다.)
라이칸스로프의 팔의 미라를 직접 봐 버린 것으로 라이칸스로프의 저주를 받게 된다. 스바루에 의해서 한 번 그 저주는 풀려졌지만, 치루하가 낸 빛의 기둥을 본 것으로 재발을 해버려서 가끔 라이칸 스로프화해버린다. 라이칸스로프화 해버리면(라고 하지만 개에 가깝다.) 평상시와 달리 웃고 주로 쿠레나이를 따르며 평상시에는 먹기 싫어하는 야채도 먹을 수 있다.
프리노 안에 있는 라이칸스로프가 동포를 만나고 싶다고 하는 기분을 짐작해내서, 라이칸스로프의 미라를 꺼내서 쿠레나이,카롤과 함께 라이칸스로프를 만나기 위해서 섬으로 향한다. 코모모와같이 케인의 저택에서 식객으로 토벌대의 잡무를 돕지만 서투르기 때문에 언제나 식기를 나르고 있다.
달라져가는 동료들을 보고,"자신에게는 코모모나 치루하와 같은 지키고 싶은 사람이나 관철하고 싶은 의지가 없다."라고 쓸쓸해하며 뭐라 이야기하면 좋을지 모르지만, 이야기를 듣는 일이라도 해주고 싶어한다.
최종화에서는 다시 코모모와 여행을 떠난 스바루 대신에 마왕으로 취임을 하였다.
쿠레나이 아카츠키 (紅・アカツキ)
C.V.：이토 켄타로
마왕(스바루)의 측근인 청년으로, 인간형의 마물.
20세. 키 181cm. A형 혈액형. 7월 1일생.
통칭 쿠레나이(紅), 쿠레나이씨(紅さん). 치루하에게만 쿠우(くーちゃん,쿠우짱)이라고 불린다. 일인칭은 오레(俺).
오른 손도 쓸 수 있는 왼손 잡이. 마물이지만 마력을 가지고 있지않다. 카롤과 함께 마왕군의 문제아로 고지식해서 항상 화를 내는 사람. 대단히 동물을 좋아하고 특히 고양이를 좋아하며(하지만 벌레는 싫어한다.)이불장의 이불 사이에 동물 도감이 숨겨져 있으며, 동물의 위기에는 반드시 달려든다. 취미는 골동품 모으기. 자신류이지만 검술의 달인으로 항상 칼을 가지고 있다.
마왕(스바루)의 측근이라해도 장군인 프리노와 동료인 카롤과 세명으로 행동할 때가 많다. 약간 시대착오로 카롤에게는 〈사어(死語)남용〉,〈강직한 사람〉이라고 불린다.
마음은 상냥하나 외관과 평상시의 약간 무뚝뚝한 태도에서 별로 티는 안난다. 라이칸스로프화한 프리노가 딱 달라붙어서 주위에서 프리노와 연애 관계에 있다고 오해를 받기도 한다.
연제나 하고다니는 십자가형 피어스와 초커는 모친의 것으로 그의 어머니는 지금은 어디에 있는지, 살아 있는지조차 모르며 쿠레나이도 잘 모르는 사람이라 한다.
카롤 블루하스 (キャロル・ブルーハース)
C.V.：마츠모토 사치
마왕(스바루)의 측근인 소년으로 인간형의 마물.
16세. 키 159cm. O형 혈액형. 12월 24일생.
통칭 카롤(キャロル). 치루하만 카로(キャロちゃん,캬로짱)라고 부른다. 일인칭은 보쿠(僕).
쿠레나이와 같이 마왕군의 문제아로 평가되는 자칭 "착한 아이". 경어로 이야기하며 불성실한 마이 페이스. 웃는 얼굴로 태연하게 독설을 뱉는다. 귀여운 외관과는 다르게 키가 작기 때문에 여자 아이로 오인당하지만, 연약자(특히 쇼타)취급하면 일단 화를 내며 날뛴다. 그런 취급을 싫어하고, 머슬 보디가 될 수 있도록 매일 체력을 단련하고 있으므로 외형에 반해 힘은 강하다.
마력이 강하고, 부적을 사용해서 싸운다. 가사를 좋아하고 꿈은 가정을 지킬 수 있는 주부가 되는 것. 성장기 도중까지는 모두와 같은 정도의 성장이었다.
학고에 다닐 때에는 자유롭게 평범하게 보내 온 어린 시절이었으나 11세 때, 부모님의 이혼에 의해서 교회에 맡겨진다. 거기서 유이마와 만나게 되고, 그에게 감화되어서 무언가에 대해 즐기는 것을 알게 된다. 아버지에게 거두어 지게 되었지만, 함께 살지는 않고 군에 들어가는 것을 결정한다. 거기서 룸메이트로 쿠레나이와 만나게 된다.
쿠레나이를 놀리는 것을 즐기며 쿠레나이, 프리노와 행동 할 때가 많다.
우메(梅)
마왕(스바루)의 사용마 개. 언젠가부터 있었다고 하는 이유로 연령이 확실치 않다. 몸은 희고 목에 방울을 달고 있다.
한번 삼킨 옷을 입속에서 재형성해서 다시 우메의 취향 옷으로 뱉어낼 수 있다. (다만 여성복 한정.) 짖는 일은 거의 없지만 한번 말한 소리가 사람의 말이었던 일이 있다. 어느 의미에서 작품중에서 최대의 수수께끼를 가진 생물.
아벨 윈슬렛 (アベル・ウィンスレット)
C.V.：나카다 조지
감사 기관 소속의 남성.
일인칭은 와타시(私).
케인에 의하면 전설의 감사로 불리고 있는 것같다. 원래는 상층부의 공작원이여서 그 무렵에 쌓은 변장이나 의태 능력을 살리고 있다. 아내와 딸(로즈 윈슬렛)이 한 명 있다. 취미는 많고 섬에는 토벌대의 사찰 때문에 체재하고 있다.
카나데 하네스트 (奏・ハーネスト)
C.V.：쿠로다 타카야
스바루의 먼 친척의 친척인 남성.
일인칭은 와타시(私).
마왕(스바루)의 혈연이지만 군인은 아니다. 스바루와 같은 마왕 후보였지만, 선택되지 않은 자는 죽음이나 형화가 되나 이를 면한 드문 존재이다. 진지한 얼굴로 농담을 말하는 분위기 파악을 못하는 사람. 웃는 방법이 매우 무섭다.
스바루를 마중나올 때 더위에 힘들어 할 때 (여름인데도 숨막힐 듯한 더운 검운 옷을 입고 있었기 때문이다.) 치루하에게 도움을 받게 된다.
미모자(ミモザ)
C.V.：유카나
카나데와 함께 스바루를 마중나온, 같은 마왕 후보였던 여성.
일인칭은 와타시(私).
카나데와 같이 마왕(스바루)의 혈연이지만 군인은 아니다.
지팡이를 사용해서 싸운다. 시그마에게는 연정을 가지고 있고, 시그마 이외의 인간에게는 웃는 얼굴로 독설을 뱉는다. 시그마가 필요로 하고 있는데 옆에 없는 스바루를 좋아하지 않는다.
안즈(杏)
우메와 닮은 검은 개. 하얀 리본을 왼쪽에 하고 있다. 미모자가 기리그 있고 미모자에게 안즈짱(杏ちゃん)이라고 불린다. 우메와는 달리 들이 마시는 것이 아니라 입으로 에너지파를 할 수 있다.
시그마(シグマ)
라이칸스로프로 스바루의 오른속의 원래 주인인 남성.
일인칭은 보쿠(ボク).
지금의 오른손은 의수이며 항상 탈을 쓰고 있다. 식사할 때에도 벗지 않고 정확하게 먹는 재주가 있다. 물건(미술품이나 그림, 탈.)을 만들고 있지만 좋아하는 것이 아니라 한가하기 때문이라고 한다.
체력이 없기 때문에 쓰러지는 것이 자주 있다. 스바루의 오른손의 거절반응은 시그마가 부흥이라고 하고있다. 계속 찾아온 동족인 치루하를 만날 수 있었기 때문에 가족으로서 함께 살려고 한다.
로리아(ロリア)
프리노들과 같은 마왕군의 소녀.
일인칭은 로리아(ロリア) 혹은 로리아짱(ロリアちゃん).
야무카에게는 선배(先輩), 이즈모에게는 로리아땅(ロリアタン)이라고 불린다. 처음 치루하 앞에 모습을 들어냈을 때에는 토끼 가면을 쓰고 있었다. 자칭 사랑의♡돌 (여기서 하트는 아이로 읽는다.).치루하를 포획하는 임무로 인해 야무카와 이즈모와 함께 섬에 오게 된다.
야무카 (ヤムカ)
로리아와 같은 마왕군의 청년.
일인칭은 오레(俺).
머리에 머리카락이 없어서 로리아에게는 대머리(ハゲ)라고 불린다. 처음 치루하의 앞에 모습을 들어냈을 때에는 여우 가면을 쓰고 있었다. 쿠레나이와 같이, 칼을 사용해서 싸운다.
피어스를 하고 있고 입이 거칠기 때문에 불량아로 보이지만, 실은 로리아를 진심으로 사랑하고있고 로리아 이외의 여자는 아니라고 생각한다.
이즈모 (出雲)
:로리아와 같은 마왕군의 청년.
일인칭은 오레(俺).
말의 마지막에는 구두점을 붙여서 말하고, 모에한 것에 말버릇으로 야무카 외에는 〈~땅(〜タン)〉이라고 부른다.
안경을 쓰고 처음 치루하 앞에 모습을 들어냈을 때에는 원숭이 가면을 쓰고있었다. 카롤과 같이 식신은 있지 않지만 같은 부술을 사용해서 싸운다.
말수는 적고 냉정하며 항상 카메라를 가지고 다니며 사진을 찍은다. 이차원 캐릭터를 사랑하고 로리아에 대해서도 같은 감각으로 사랑하고 있다. 여자에게 폭력은 부진하다.
트리스 하웰 (トリス・ハーウェル)
프리노의 오빠.(프리노는 오라버니(兄さん)이라고 부른다.) 바이올린니스트.
일인칭은 보쿠(僕).
안경을 쓰고있고 전투능력은 없다. 상당한 시스터콤플렉스로 쿠레나이를 〈츠레나이군(ツレナイ君)〉이라고 불리며 프리노와 연애 관계가 있는 것은 아닐까 하며 믿어버리며 쿠레나이에게 덤벼든다. (즉 프리노에게 가까워지려하는 남자는 용서할 수 없다.) 프리노와 달리 얼빠진 점은 없다.
유이마 (ユイマ)
카롤이 맡겨졌던 교회에서 만난 소년.
16세.
카롤에게는 유이마군(ユイマ君)이라고 불린다. (유이마는 카롤에게 경칭은 생략한다.)
캐롤과는 달리 키는 크지만 어머니를 병으로 잃고 아버지는 돌아오지 않아 고아가 되었다. 옜날부터 교회에 있었고 다른 아이들보다 조금 연상이기 때문에 형이나 오빠같은 존재로 다른 아이들을 돌봐준다. 평상시에는 과묵하고 무표정이지만, 울 때나 기쁠 때에는 무방비하게 표정을 낸다. 당연하게 있는 하늘이라도 깨끗하다고 생각하는 풍부한 감수성을 가지고 있다.
안네 (アンネ)
크레바트가의 메이드장.
25세.
일인칭은 와타시(私).
일가 대대로 크레바트가를 모시기 때문에, 젊지만 메이드 장으로 근무한다. 케인을 케인님(ケイン様)이라고 부른다.(키사라는 키사라기군(妃杈君)) 신변을 돌보고 있다.
마리안느 크레바트 (マリアーヌ・クレバート)
C.V.：키우치 레이코
케인의 어머니.
일인칭은 와타시(私).
아들같이 아름다운 것을 좋아하는, 우아한 귀부인. 케인에게 맞선이야기를 꺼내러 오게 된다.(드라마CD내용) 케인과는 다른 집에서 살고 있다.

## 서적

### 일본
GWC
나의 늑대씨. ISBN 4-7575-0530-2 - 2001년 8월 27일 발행
나의 늑대씨. THE OTHER SIDE OF LYCANTHROPE ISBN 4-7575-0648-1 - 2002년 2월 27일 발행
dear (1) ISBN 4-7575-0850-6 - 2002년 12월 27일 발행
dear (2) ISBN 4-7575-1037-3 - 2003년 9월 27일 발행
초회한정생산판 ISBN 4-7575-1038-1 - 치루하 피규어 동봉
dear (3) ISBN 4-7575-1054-3 - 2003년 10월 27일 발매
dear (4) ISBN 4-7575-1188-4 - 2004년 4월 27일 발매
dear (5) ISBN 4-7575-1302-X - 2004년 10월 27일 발매
dear (6) ISBN 4-7575-1416-6 - 2005년 4월 27일 발매
dear (7) ISBN 4-7575-1578-2 - 2005년 11월 26일 발매
dear (8) ISBN 4-7575-1690-8 - 2006년 6월 27일 발매
dear (9) ISBN 4757518421 {{isbn}}의 변수 오류: 유효하지 않은 ISBN. - 2006년 12월 27일 발매
dear (10) ISBN 4757520011 {{isbn}}의 변수 오류: 유효하지 않은 ISBN. - 2007년 4월 27일 발매
dear (11) ISBN 4757521438 {{isbn}}의 변수 오류: 유효하지 않은 ISBN. - 2008년 2월 27일 발매
dear (12) ISBN 4757522275 {{isbn}}의 변수 오류: 유효하지 않은 ISBN. - 2008년 2월 27일 발매
dear 11,12권은 동시발매

### 한국
슈가코믹스
나의 늑대씨 (1)
나의 늑대씨 (2)
dear (1)
dear (2)
dear (3)
dear (4)
dear (5)
dear (6)
dear (7)
dear (8)
dear (9)
dear (10)
dear (11)
dear (12)

## CD드라마

### dear

#### 스탭
- 원작,각본,일러스트 ： 후지와라 코코아 (스퀘어 에닉스〈월간 강강WING〉연재)
- 연출 ： 메시다 사토키
- 음악 ： 大坪正
- 조정 ： 成清量
- 오프레이터 ： 武藤雅人,加藤恵美
- 음향 효과 ： 伊藤道廣(사운드 링)
- 녹음스튜디오 ： 세이네스튜디오
- 음향 제작 ： 댁스프로덕션, 히라다 아키라

#### 각화리스트
| 트랙 | 부제                    | 뜻                             |
| ---- | ----------------------- | ------------------------------ |
| 1    | それぞれの朝            | 각각의 아침                    |
| 2    | 悩める隊長              | 고뇌하는 대장                  |
| 3    | お母さん襲来            | 어머님 내습                    |
| 4    | キャロルの作戦          | 카롤의 작전                    |
| 5    | 妃杈決意する            | 키사라결의하다                 |
| 6    | 散葉頑張る              | 치루하노력하다                 |
| 7    | 子の心、親知らず…。     | 자식의 마음, 부모님은 모르고…. |
| 8    | おまけ劇場 プリノの憂鬱 | 덤 극장 프리노의 우울          |

### A story of the next day

#### 스탭
- 원작,각본,일러스트 ： 후지와라 코코아 (스퀘어 에닉스〈월간 강강WING〉연재)
- 총책임자 ： 노가와 다케시 (프론티어 워크스)
- 프로듀서 ： 松沢博 ( 프론티어 워크스)
- 연출 ： 関根奈美
- 음악 ： 剱持満
- 엔지니어 ： 나리타 카즈아키
- 어시스턴트엔지니어 ： 카토 노리코(스튜디오T&T),다나카 료(i@Studio)
- 음향효과 ： 佐藤一俊
- 스튜디오 ： 스튜디오T&T,i@Studio,드림포스
- 마스터링 ： 小林良雄 (하이브라이드)
- 제작담당 ： 伊藤映里
- 음향제작 ： 드림포스
- 제작 ： 프론티어 워크스
- 디자인 ： 石阪嘉康（Qalatta）

#### 각화리스트
| 트랙 | 부제                     | 뜻                 |
| ---- | ------------------------ | ------------------ |
| 1    | 無人島にて               | 무인도에서         |
| 2    | はじめてのお化粧         | 처음으로 하는 화장 |
| 3    | 新キャラさんインタビュー | 신캐릭님인터뷰     |
| 4    | プレゼント               | 프레젠트           |
| 5    | 35.5話                   | 35.5화             |